# Castillo Iwasaki
El Castillo Iwasaki (岩崎城 Iwasaki-jō?) es un castillo japonés del tipo yamashiro localizado en Nisshin, en la prefectura de Aichi en Japón. Fue construido durante el Período Sengoku como auxiliar del Castillo Shobata (勝幡城 Shobata-jō?).

## Historia
En el intento de proteger sus fronteras del este, Oda Nobuhide construyó el Castillo Iwasaki a comienzos del siglo XVI. El castillo cambió de propietario en 1529 cuando Matsudaira Kiyoyasu lo asedió y lo convirtió en el centro de operación del clan Matsudaira. El hijo de Kiyoyasu, Matsudaira Hirotada dejó el lugar después de que Kiyoyasu fue asesinado en 1535 por uno de sus sirvientes, Abe Masatoyo. Niwa Ujikiyo fue puesto al mando del castillo y sus descendientes lo mantuvieron hasta la Batalla del Castillo Iwasaki en 1584. La batalla del castillo Iwasaku fue parte de la Batalla de Komaki y Nagakute, y durante la cual el castillo fue asediado y tomado por las fuerzas del clan Toyotomi comandadas por Ikeda Tsuneoki. La fortaleza comandada por Niwa Ujitsugu sufrió numerosas bajas incluyendo 300 muertos, entre ellos Niwa Ujishige, el hermano de Ujitsugu. El castillo fue abandonado y destruido después de la Batalla de Sekigahara en el año 1600.
Al día de hoy se pueden encontrar algunas ruinas como un foso y una torre yagura. El tenshu del castillo fue reconstruido en 1987 y alberga un museo que narra la historia del lugar.